# Stanišić (Sombor)
Pour les articles homonymes, voir Stanišić.

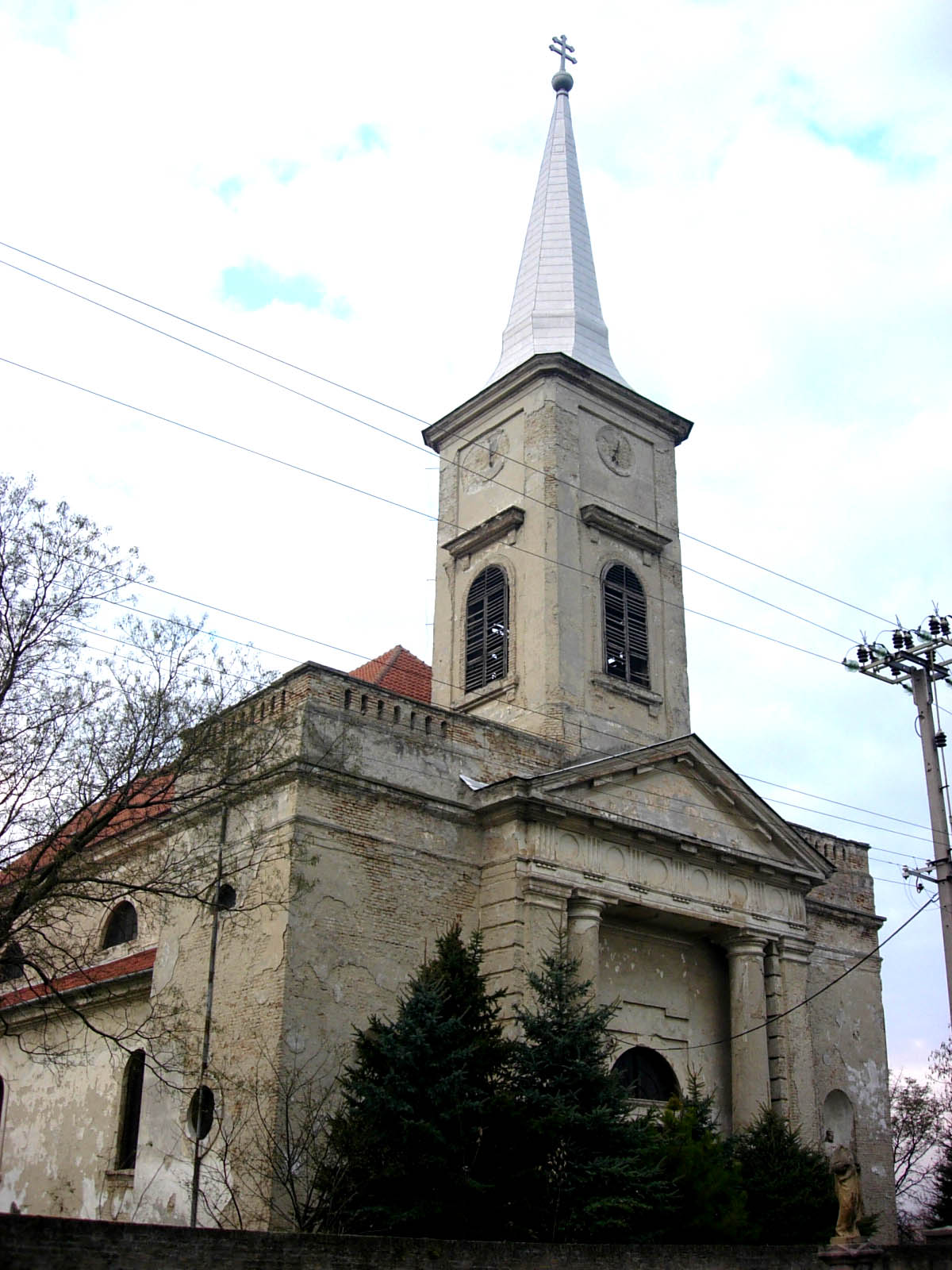
L'église catholique du Nom-de-la-Sainte-Vierge-Marie

Stanišić (en serbe cyrillique : Станишић ; en hongrois : Őrszállás : en allemand : Donauwachenheim ou Stanischitsch) est une localité de Serbie située dans la province autonome de Voïvodine et sur le territoire de la ville de Sombor, district de Bačka occidentale. Au recensement de 2011, elle comptait 3 971 habitants.
Stanišić est officiellement classé parmi les villages de Serbie.

## Géographie
Le village de Stanišić est situé au nord-est de la Serbie, dans la province autonome de Voïvodine et dans la région de Bačka. Il se trouve à quelques kilomètres de la frontière entre la Hongrie et la Serbie, entre les localités de Riđica, Gakovo, Svetozar Miletić et Aleksa Šantić. Il est situé à la limite du grand plateau de la Telečka (Telečka lesna zaravan), à environ 91 m d'altitude.

## Histoire
Stanišić est mentionné pour la première fois dans des documents datant de 1366 ; le village porte alors le nom de Paris. À cette époque et jusqu’à la fin de la Première Guerre mondiale, la commune et ses environs faisaient partie du royaume de Hongrie. Néanmoins, à la suite de l'occupation ottomane de la Hongrie, aux XVIe et XVIIe siècles, et à cause des conditions rudes que subirent les habitants de la région, la localité fut complètement abandonnée.
Avec la libération de la Hongrie et la signature du traité de Karlowitz le 26 janvier 1699, l’administration autrichienne, sous les règnes de l’impératrice Marie-Thérèse et l’empereur Joseph, décida de repeupler les régions désertées et laissées à l’abandon après le départ des Turcs. Ainsi, le village fut habité progressivement par des paysans serbes, slovaques et hongrois puis, à partir de 1788, par des populations germanophones.
En 1918, conformément au traité de Trianon, le village fut rattaché au royaume des Serbes, Croates et Slovènes, même si la population était majoritairement non serbe (recensement de 1910 : 73 % de la population parlait allemand, 18 % hongrois et 8 % serbe. 
La commune connut de nouveaux bouleversements démographiques au cours du XXe siècle. Après la Seconde Guerre mondiale, les Allemands, qui constituaient les 2/3 de la population jusqu’en 1945, furent expulsés de la Yougoslavie. Le régime du Maréchal Tito les remplaça par 5 430 nouveaux habitants venus de Macédoine et de Croatie. 
Durant les guerres de Yougoslavie des années 1990, le village accueillit des Serbes venus de Croatie, alors que des habitants d’origine croate furent contraints de partir pour la Croatie.

## Démographie

### Évolution historique de la population
| 1948  | 1953  | 1961  | 1971  | 1981  | 1991  | 2002  | 2011  |
| ----- | ----- | ----- | ----- | ----- | ----- | ----- | ----- |
| 7 741 | 7 814 | 7 521 | 6 156 | 5 476 | 5 131 | 4 808 | 3 971 |

|  |

## Personnalités
Dimitrije Konjović (1888-1982), un officier de marine, un aviateur et un industriel autrichien puis yougoslave est né à Stanišić ; il a créé l'entreprise aéronautique Ikarus à Zemun, dans l'actuelle Serbie. La linguiste et académicienne Jasmina Grković-Major, spécialiste de slavistique, est née dans la localité en 1959.